# Eugenio Pena Leira
Eugenio Peña Leira (Pontedeume, província de La Corunya, 1928 - 14 de març de 2008) fou un periodista i director de realització de televisió, Tècnic superior de RRPP i imatge.

## Trajectòria
Va iniciar la seva carrera professional en la dècada de 1950 a Ràdio Nacional d'Espanya, per a passar, el 1961 a la llavors incipient Televisió espanyola. Ha estat en aquest mitjà en el que ha desenvolupat la major part de la seva trajectòria. Durant la dècada de 1960 i principis de 1970, va estar al capdavant d'alguns dels espais de major seguiment de la cadena pública, com Ayer noticia, hoy dinero (1961), presentat per Mario Beut, Canciones para su recuerdo (1962-1963), amb Jorge Arandes, Ésta es su vida (1963), amb Federico Gallo, Reina por un día (1964), amb José Luis Barcelona, Aquí el segundo programa (1964), amb Joaquín Soler Serrano, Del hilo al ovillo (1965), amb Enrique Rubio, Canciones de la mar (1967), amb Paca Gabaldón, La solución... mañana (1970), amb Alfredo Amestoy, Un pueblo para Europa (1970), amb Pedro Macía, Juego de letras (1972), primer realitzador del concurs "Un, dos, tres...responda otra vez" presentat per Kiko Ledgard (1972) o Las siete y media musical (1973), amb Luis del Olmo.
El 1970 va passar a ocupar la direcció de la productora Laser Films. Fou director del centre territorial de TVE a Galícia entre 1976 i 1983.
Després d'un temps allunyat de la televisió el 1989 va tornar a TVE amb l'espai de joves talents Nueva gente. També ha estat assessor d'imatge de la Conselleria d'Indústria de la Xunta de Galicia.
Va ser professor de la Universitat de Barcelona.

## Premis
- Antena de Oro de Televisión, 1967.
- Premi Ondas 1968.
- Premi Nacional de Televisió
- Premi Quijote de Oro de la crítica de Tv
- Premi Talento 2006 concedit per l'Acadèmia de les Ciències i les Arts de Televisió en reconeixement de la seva trajectòria professional.[6]